# Haploniscus oviformis
Haploniscus oviformis is een pissebed uit de familie Haploniscidae. De wetenschappelijke naam van de soort is voor het eerst geldig gepubliceerd in 1968 door Birstein.